# Eleição presidencial na Ruanda em 2010
As eleições presidenciais ruandesas de 2010 foram realizadas em 9 de agosto.

## Resultados
| Candidato – Partido                                                   | Votos     | %     |
| --------------------------------------------------------------------- | --------- | ----- |
| Paul Kagame – Frente Patriótica Ruandesa                              | 4.638.560 | 93,08 |
| Jean Damascene Ntawukuriryayo – Partido Social-Democrta               | 256.488   | 5,15  |
| Prosper Higiro – Partido Liberal                                      | 68.235    | 1,37  |
| Alvera Mukabaramba – Partido para o Progresso e Concórdia             | 20.107    | 0,40  |
| Total de votos válidos                                                | 4.983.390 | 100,0 |
| Brancos/nulos                                                         |           |       |
| Total de votos                                                        |           |       |
| Eleitores registrados                                                 | 5.178.492 |       |
| Fonte: National Electoral Commission of Rwanda[ligação inativa] (PDF) |           |       |